# Andrea Marcucci
Andrea Marcucci (Barga, 28 maggio 1965) è un politico e imprenditore italiano.
È stato deputato alla Camera dal 23 aprile 1992 al 14 aprile 1994 per il Partito Liberale Italiano, sottosegretario di Stato al Ministero dei beni e delle attività culturali dal 18 maggio 2006 al 8 maggio 2008 nel governo Prodi II e senatore della Repubblica dal 29 aprile 2008 al 12 ottobre 2022 per il Partito Democratico.

## Biografia
Nato a Barga (Lucca), figlio dell'imprenditore farmaceutico Guelfo Marcucci, nonché fratello di Marialina Marcucci, vicepresidente della Regione Toscana nella giunta regionale guidata da Vannino Chiti tra il 1995 e 2000, e di Paolo Marcucci, amministratore delegato di Kedrion.
Nel corso della sua vita ha assunto vari incarichi in aziende del settore farmaceutico (amministratore delegato di Kedrion, azienda attiva nel campo degli emoderivati fondato dal padre in seguito alla ristrutturazione di Sclavo, Aima Plasmaderivati, Farma Biogin) e di quello turistico (il centro turistico Il Ciocco, in seguito dato in gestione al gruppo Marriott) di proprietà della sua famiglia. Dal 1999 al 2006 è stato rappresentante del settore industriale presso la Camera di Commercio di Lucca, dal 2002 al 2006 membro della giunta nazionale di "Farmindustria" e dal 2004 al 2005 rappresentante della giunta dell’Associazione industriali di Lucca.

### Vita privata
È sposato da quando aveva 21 anni con Marianna Mordini, pronipote di Antonio Mordini, esponente lucchese del Risorgimento del quale nel 2011 ha scritto una biografia; la coppia ha avuto tre figli.
È un appassionato di calcio, di cui si è dichiarato tifoso del Cagliari, e di motori, tanto da partecipare in modo frequente ad eventi rally nei panni di pilota: dal 1992 partecipa spesso ad eventi di zona, con più rare partecipazione al campionato europeo o a quello italiano, senza però mai ottenere una vittoria assoluta.

## Attività politica

### Consigliere e Assessore provinciale di Lucca
Alle elezioni amministrative del 1990 si candida al consiglio provinciale di Lucca, tra le liste del Partito Liberale Italiano (PLI), risultando eletto consigliere provinciale e diventando assessore alla pubblica istruzione e cultura nella giunta provinciale a soli 25 anni, rimanendo in carica fino a luglio 1992. Alle elezioni regionali in Toscana dello stesso anno viene candidato al consiglio regionale, tra le liste del PLI, ottenendo nei collegi di Lucca e Pisa rispettivamente 2.471 e 126 preferenze ma risultando non eletto.

### Deputato e Vice-capogruppo del PLI

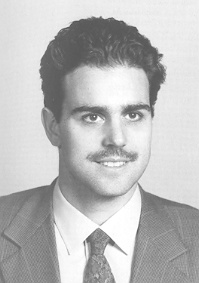
Andrea Marcucci eletto alla Camera nel 1992

Alle elezioni politiche del 1992 viene candidato alla Camera dei deputati, tra le liste del Partito Liberale Italiano nella circoscrizione Pisa-Livorno-Lucca-Massa Carrara, risultando eletto deputato con 18.181 preferenze a soli 27 anni. Nella XI legislatura della Repubblica è stato membro della 8ª Commissione Ambiente, territorio e lavori pubblici (1992-1993), in sostituzione del ministro della sanità Francesco De Lorenzo, della 10ª Commissione Attività produttive, commercio e turismo (1992-1994), della Commissione parlamentare di inchiesta sulle stragi (1993) e della Giunta delle elezioni (1992-1994), oltre a ricoprire l'incarico di vice-capogruppo del gruppo parlamentare del PLI "Liberale" a Montecitorio.

### Candidature alla Camera e al Senato
Alle elezioni politiche del 1994 si ricandida alla Camera nel collegio elettorale di Capannori, sostenuto dalla lista Insieme per lo sviluppo fuori dalle principali coalizioni (Progressisti, Polo delle Libertà e Patto per l'Italia), raccogliendo un significativo 14,21% ma senza risultare eletto. Successivamente nello stesso anno torna all'attività imprenditoriale.
Fondatore e presidente di "Società Libera", associazione con l’obiettivo di diffondere la cultura liberale e promuove iniziative di carattere nazionale e internazionale tra cui l’annuale Premio alla Libertà, alle elezioni politiche del 2006 viene candidato al Senato della Repubblica, tra le liste de La Margherita nella circoscrizione Toscana in quarta posizione, risultando tuttavia il primo dei non eletti (in quanto il terzo in lista, Luigi Bobba, è stato eletto in Puglia).

### Sottosegretario ai Beni culturali
Con la vittoria de L'Unione alle politiche e la seguente nascita del governo presieduto da Romano Prodi, il 17 maggio 2006 viene indicato dal Consiglio dei Ministri come sottosegretario di Stato al Ministero dei beni e delle attività culturali nel governo Prodi II, entrando in carica il giorno successivo, affiancando il ministro e vicepremier Francesco Rutelli e mantenendo l'incarico fino alla fine dell'esecutivo. Durante il suo mandato, oltre ad essere presidente del comitato nazionale per il bicentenario di Giuseppe Garibaldi, Marcucci ha risposto a nome del governo all'interrogazione del senatore Mauro Bulgarelli in tema di estensione in Italia del fair use statunitense limitativo del copyright, specificando la mancanza di necessità di una riforma legislativa in luce dell'articolo 70 della Legge sul diritto d'Autore, interpretabile in modo analogo alla normativa vigente sul fair use negli Stati Uniti d'America..

### Elezione a senatore
Nel 2007 aderisce alla nascita del Partito Democratico (PD), con cui alle elezioni politiche del 2008 venne candidato al Senato, tra le sue liste nella medesima circoscrizione in sesta posizione, risultando questa volta eletto senatore. Nel corso della XVI legislatura è stato segretario della 7ª Commissione Istruzione pubblica, beni culturali e membro della Delegazione italiana all'Assemblea parlamentare dell'OSCE.

### Rielezione al Senato
Considerato molto vicino a Matteo Renzi da quando erano rispettivamente sottosegretario alla cultura e presidente della provincia di Firenze, nel dicembre 2012 partecipa come espressione della sua mozione alle elezioni primarie "Parlamentarie” del PD per scegliere i candidati al Parlamento alla imminenti elezioni politiche, risultando con 4.076 preferenze il più votato a Lucca, venendo ricandidato al Senato, tra le liste del PD nella circoscrizione Toscana in quinta posizione, venendo rieletto a Palazzo Madama. Nella XVII legislatura della Repubblica è stato membro della Commissione speciale per l'esame degli atti urgenti presentati dal Governo (2013), della Delegazione italiana all'Assemblea parlamentare dell'OSCE (2013-2017) e della Commissione parlamentare di inchiesta sul sistema bancario e finanziario (2017-2018), oltre a ricoprire l'incarico di presidente della 7ª Commissione Istruzione pubblica, beni culturali, ricerca scientifica, spettacolo e sport.

### Capogruppo PD al Senato

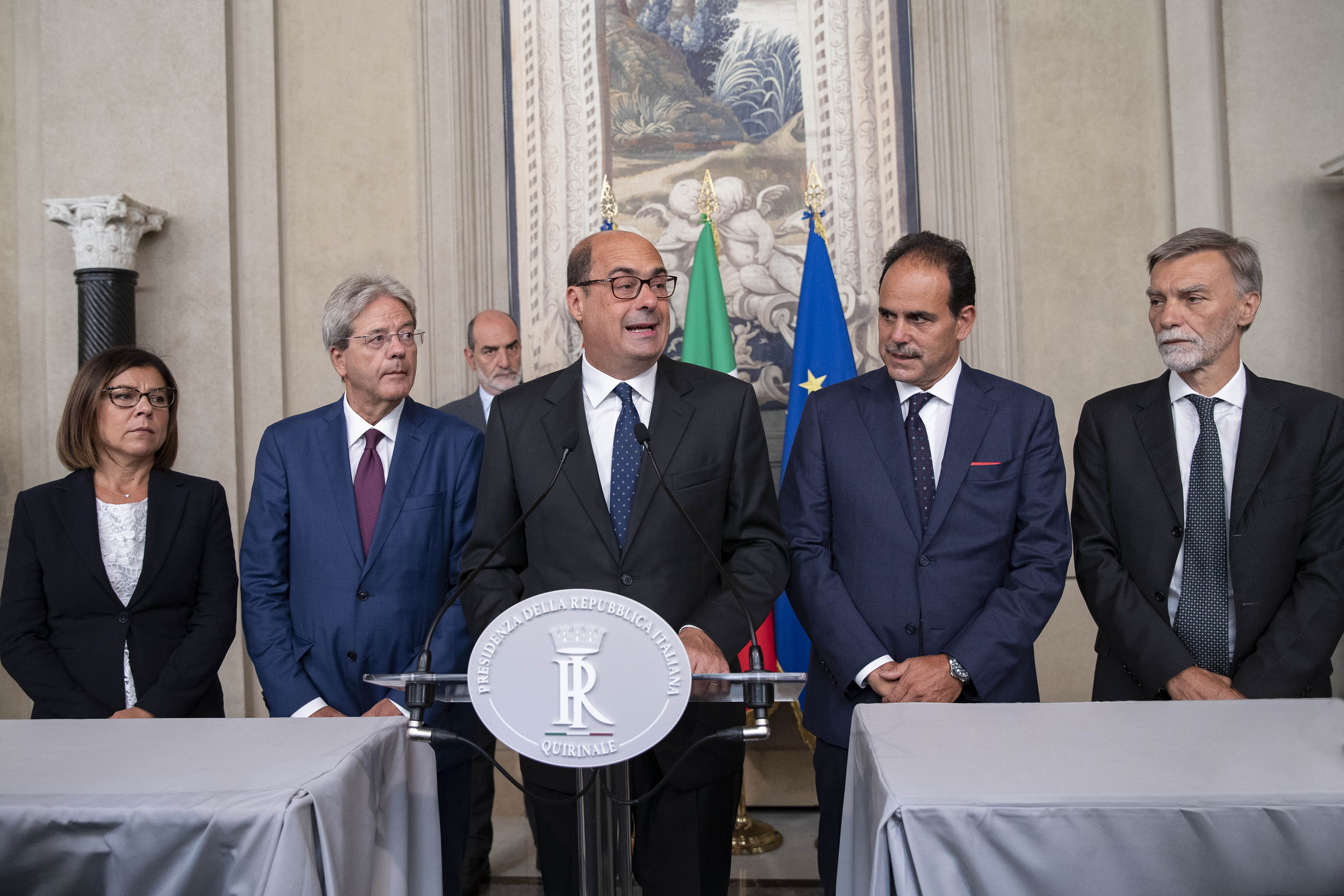
Marcucci (secondo da destra) assieme alla delegazione PD (Nicola Zingaretti, Graziano Delrio, Paolo Gentiloni e Paola De Micheli) durante le consultazioni al Quirinale del 2019

Alle elezioni politiche del 2018 viene candidato al Senato sia nel collegio uninominale Toscana - 05 (Lucca), sostenuto dalla coalizione di centro-sinistra, che tra le liste del PD nel collegio plurinominale Toscana - 01 in seconda posizione, venendo rieletto senatore nel plurinominale, mentre nell'uninominale ottiene il 25,95% dei voti e viene sconfitto dal candidato del centro-destra, in quota forzista, Massimo Mallegni (38,69%) e superato da quella del Movimento 5 Stelle Sara Paglini (27,16%). Nel corso della XVIII legislatura è stato membro della Giunta per il Regolamento (2018-2020), della 1ª Commissione Affari Costituzionali (2018; 2019-2021), della 4ª Commissione Difesa (2018-2019) e della 14ª Commissione Politiche dell'Unione europea (2021-2022), oltre a ricoprire l'incarico di capogruppo del gruppo parlamentare PD a Palazzo Madama, eletto per acclamazione il 27 marzo 2018 come espressione dei renziani, e rimasto in carica fino 25 marzo 2021, quando, a seguito della richiesta del neo-segretario del PD Enrico Letta di eleggere due donne alla guida dei gruppi parlamentari di Camera e Senato, viene sostituito da Simona Malpezzi (nonostante l'opposizione di Marcucci, a cui ha ceduto).
Alle elezioni primarie del PD del 2019 sostiene la mozione del segretario uscente Maurizio Martina, ex ministro delle politiche agricole nei governi Renzi e Gentiloni e rappresentante l'area "filo-renziana" del partito, che risulterà perdente arrivando secondo con il 22% dei voti dietro a Nicola Zingaretti (66%). Successivamente aderisce alla corrente del PD "Base Riformista", di stampo riformista e centrista, guidata da Lorenzo Guerini e Luca Lotti.

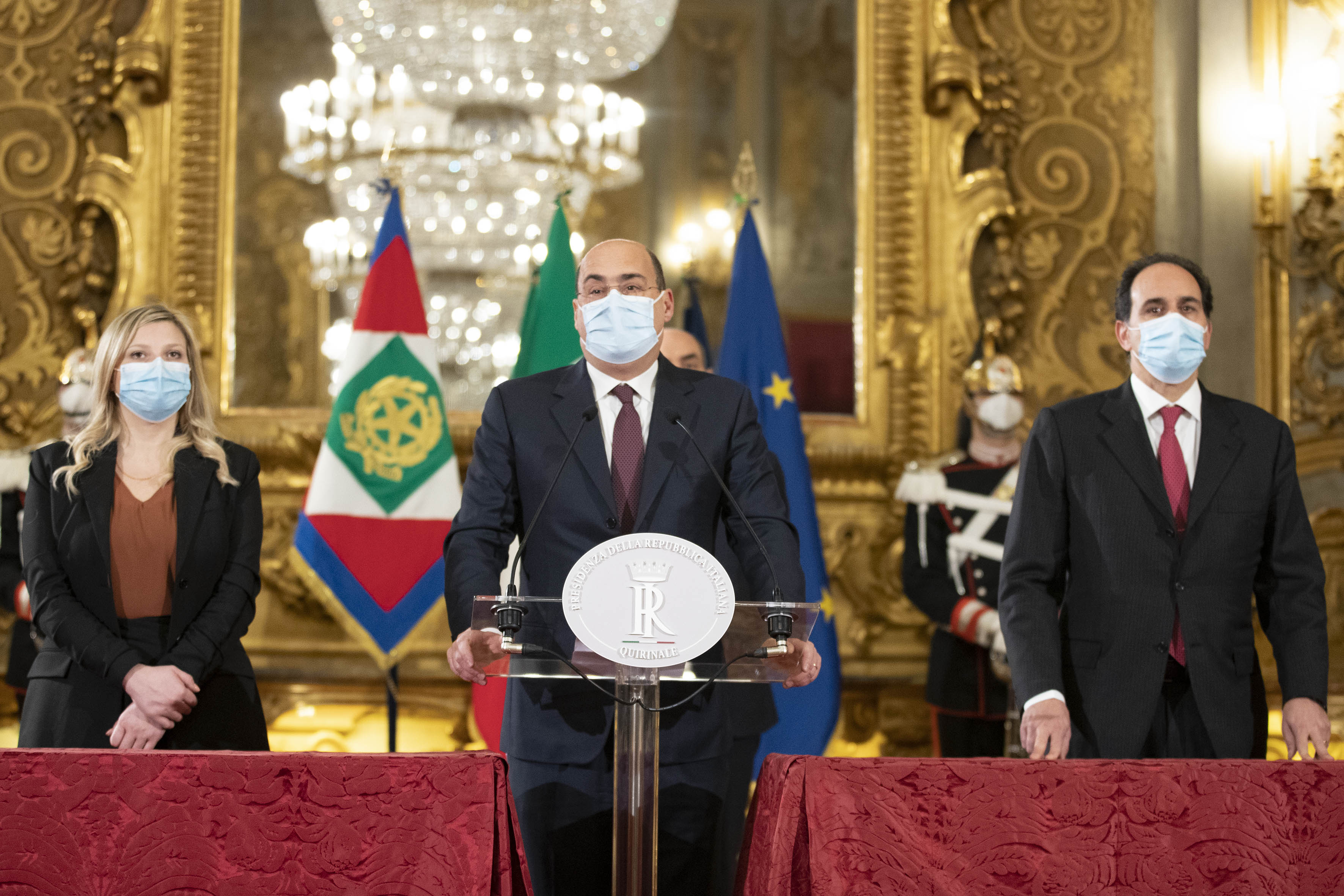
Marcucci assieme al segretario PD Zingaretti e alla presidente PD Valentina Cuppi durante le consultazioni al Quirinale del 2021

Nonostante non abbia mai smesso di supportare Renzi nei momenti più delicati e difficili come sul "caso banche" o nella bocciatura del referendum costituzionale del 2016, decide di rimanere nel PD quando Renzi e una parte dei renziani si scindono e fondano Italia Viva.

### Mancata rielezione a senatore
Alle elezioni politiche anticipate del 2022 viene ricandidato al Senato nel collegio uninominale Toscana - 02 (Livorno), sostenuto dalla coalizione di centro-sinistra in quota Partito Democratico - Italia Democratica e Progressista, ma raccoglie il 32,89% e viene superato dal candidato del centro-destra, in quota Lega Salvini Premier, Manfredi Potenti (38,97%), rimanendo fuori dal Parlamento per la XIX legislatura.

### Abbandono del PD e Sviluppi successivi
Alle primarie del PD del 2023 sostiene la mozione di Stefano Bonaccini, presidente della Regione Emilia-Romagna, ma che viene sconfitto dalla deputata del PD Elly Schlein. Il successivo 22 aprile dichiara di non voler rinnovare la tessere del PD, lamentando il nuovo corso intrapreso da Schlein. Successivamente contribuisce alla nascita di una federazione centrista avendo aderito ai Liberali Democratici Europei (LDE) di Giuseppe Benedetto, Sandro Gozi, Oscar Giannino e Alessandro De Nicola. Il 16 giugno seguente viene scelto come presidente dei LibDem in occasione dell’assemblea nazionale tenutasi nei pressi di Bologna e alla quale hanno presenziato anche diversi esponenti di Italia Viva (Raffaella Paita e Luigi Marattin), Azione (Giulia Pastorella) e +Europa (Benedetto Della Vedova), oltre al presidente del gruppo Renew Europe. Il 21 ottobre 2023 il partito aderisce all'ALDE.
In vista delle elezioni europee del 2024 LibDem aderisce alla lista elettorale Stati Uniti d'Europa (costituita principalmente da Italia Viva e +Europa), per cui il capolista nella circoscrizione Italia nord-orientale è Graham Watson. Alla tornata elettorale tuttavia la lista raccoglie il 3,77% dei voti, non sufficiente a superare la soglia di sbarramento del 4% necessaria per eleggere europarlamentari.
L'8 marzo 2025 Liberali Democratici Europei, assieme a Orizzonti Liberali di Luigi Marattin, NOS e Liberal Forum, confluiscono nel Partito Liberaldemocratico. Nel corso del primo congresso del partito, tenuto il 28 giugno successivo, viene eletto presidente.

## Opere
- Antonio Mordini e il terzo partito, Lucca, Pacini Fazzi, 2011, ISBN 978-88-6550-055-2.